# 왕립전시관

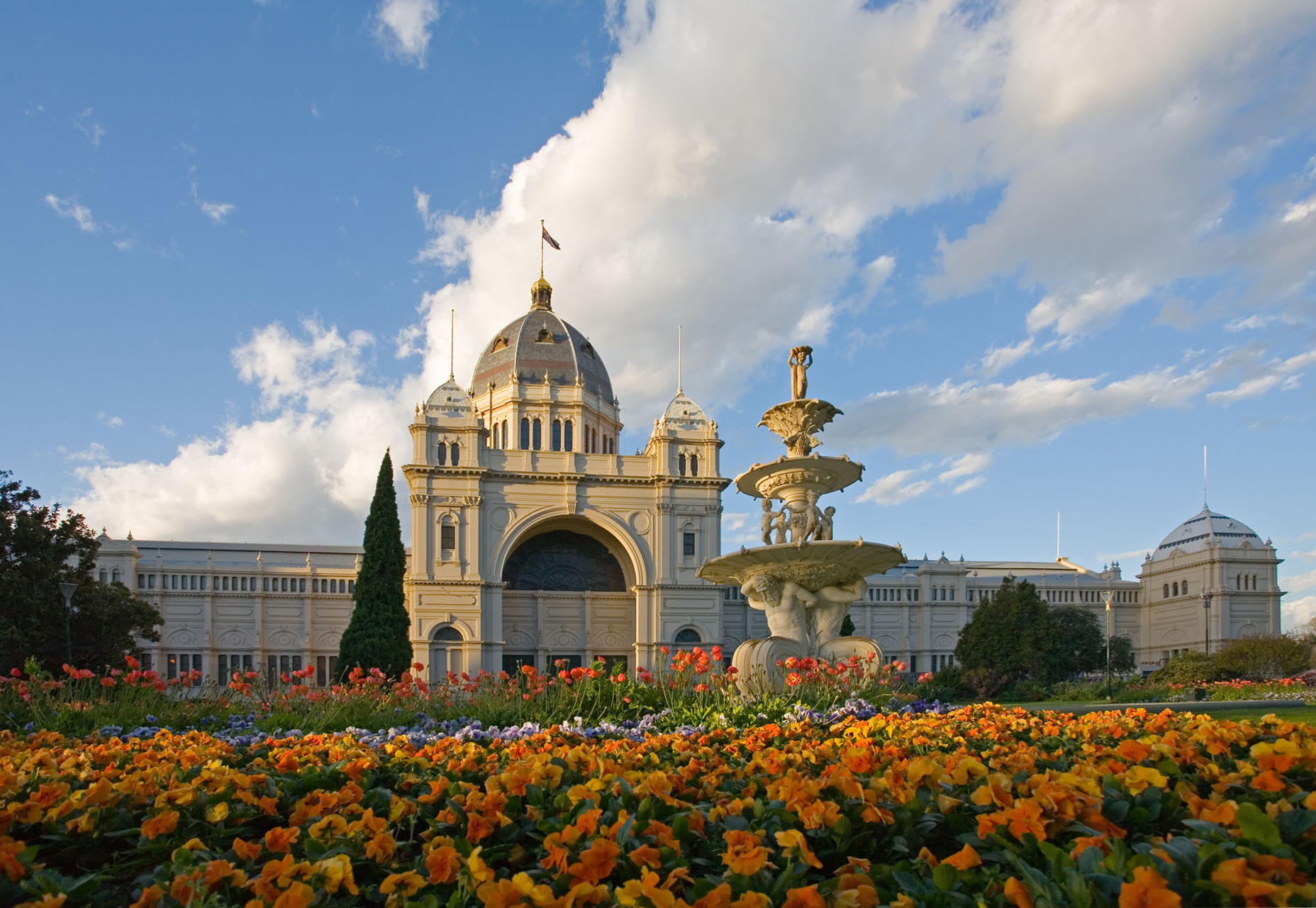
왕립전시관

왕립전시관(王立展示館)은 오스트레일리아 멜버른에 있는 건축물로, 칼턴 정원 안에 위치한다. 오스트레일리아 최초의 유럽풍 건축이며, 현재는 멜버른 박물관 소장품 중 하나가 되어, 이 박물관의 가장 큰 유물이다.